# 초상현상

초상현상(超常現象)은 현재까지 자연 과학의 연구 결과에서는 설명되지 않는 현상을 말한다.

## 용어
초상현상의 영어 낱말 파라노멀(paranormal)은 적어도 1920년부터 영어에 존재하였다. 이 낱말은 para와 normal의 합성어이다.